# إدوارد كلانسي
إدوارد كلانسي (بالإنجليزية: Edward Bede Clancy)‏ هو عالم عقيدة أسترالي، ولد في 13 ديسمبر 1923 في ليثغو في أستراليا، وتوفي في 3 أغسطس 2014 في رندويك ‏ في أستراليا.